# Río Los Sauces
El río Los Sauces es un curso natural de agua que nace al borde occidental de la frontera internacional de la Región de Ñuble y fluye con dirección general suroeste hasta desembocar en el río Ñuble.

## Trayecto
El río de Los Sauces, con una dirección norte-sur y una longitud de 32 km, es el principal afluente del río Ñuble. Nace de la confluencia del Cajón de González (a veces Cajón Pincheira) y otros arroyos.: 415 

## Caudal y régimen
El río Los Sauces tiene una estación fluviométrica antes de su confluencia con el río Ñuble, a 620 m s. n. m.: 39 
La subcuenca alta del río Ñuble comprende desde su nacimiento al pie del paso Buraleo, al oriente de los nevados de Chillán, hasta la junta con el río Cato, incluyendo el río Sauces, tiene en toda el área  un régimen mixto, con importantes caudales en meses de invierno y primavera. En años lluviosos las mayores crecidas ocurren entre mayo y junio, y entre octubre y noviembre, producto de importantes lluvias invernales y deshielos primaverales, respectivamente. En años con pocas lluvias, sus mayores caudales se deben a aportes nivales, presentándose entre octubre y noviembre. El período de menores caudales se observa en el trimestre febrero-abril.: 56–57 

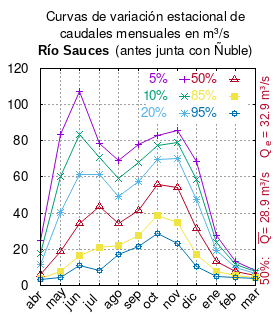
Curvas de variación estacional del río Los Sauces antes de su confluencia con el río Ñuble.

El caudal del río (en un lugar fijo) varía en el tiempo, por lo que existen varias formas de representarlo. Una de ellas son las curvas de variación estacional que, tras largos periodos de mediciones, predicen estadísticamente el caudal mínimo que lleva el río con una probabilidad dada, llamada probabilidad de excedencia. La curva de color rojo ocre (con {\displaystyle {\color {Red}\vartriangle }}) muestra los caudales mensuales con probabilidad de excedencia de un 50%. Esto quiere decir que ese mes se han medido igual cantidad de caudales mayores que caudales menores a esa cantidad. Eso es la mediana (estadística), que se denota Qe, de la serie de caudales de ese mes. La media (estadística) es el promedio matemático de los caudales de ese mes y se denota {\displaystyle {\overline {Q}}}. 
Una vez calculados para cada mes, ambos valores son calculados para todo el año y pueden ser leídos en la columna vertical al lado derecho del diagrama. El significado de la probabilidad de excedencia del 5% es que, estadísticamente, el caudal es mayor solo una vez cada 20 años, el de 10% una vez cada 10 años, el de 20% una vez cada 5 años, el de 85% quince veces cada 16 años y la de 95% diecisiete veces cada 18 años. Dicho de otra forma, el 5% es el caudal de años extremadamente lluviosos, el 95% es el caudal de años extremadamente secos. De la estación de las crecidas puede deducirse si el caudal depende de las lluvias (mayo-julio) o del derretimiento de las nieves (septiembre-enero).

## Historia
Francisco Solano Asta-Buruaga y Cienfuegos escribió en 1899 en su obra póstuma Diccionario Geográfico de la República de Chile sobre el río:
Sauces (Río de los).-—Curso de agua de la parte oriental del departamento de San Carlos y afluente de moderado caudal del río Ñuble en su sección superior. Tiene nacimiento en la vertiente austral de las ramas de sierra de los Andes inmediatas al S. del pico de Longaví, y corre desde aquí por unos 40 kilómetros hacia el SSO. por una ancha y prolongada abra ó rinconada del centro de aquella cordillera hasta echarse en la derecha de dicho río á pocos kilómetros hacia el E. de la aldea de San Fabián de Alico y más abajo del riachuelo Choreo.